# Сосновый Бор (парк, Черкассы)
Черкасский городской парк «Сосновый бор» — самый крупный парк в городской черте Черкасс, памятник садово-паркового искусства Украины общегосударственного значения.

## История
В 1953 году работники Черкасской лесозащитной станции засадили соснами холмистый песчаный пустырь, который отделял окраину города от Черкасского бора, позднее работниками Дахновского лесничества были продолжены работы по озеленению берега Днепра.
В 1966—1967 годах киевским институтом «Укргипроинжпроект» был разработан проект генерального плана парка.

### 1967 - 1991

Памятник русалке

Работами по созданию парка руководили В. Г. Гнездилов, архитектор-ландшафтник Г. А. Урсатый и инженер по озеленению Е. Д. Смирнова.
На территории парка было высажено более 70 ценных и экзотических древесных пород (при этом часть саженцев была завезена из Тростянецкого дендропарка и "Софиевки"). При озеленении учитывались высота деревьев, ширина и цвет листвы в разные поры года, время цветения и цвет плодов.
При разбивке парка не был нарушен природный ландшафт, но была создана система искусственных озёр, вода из которых каскадами спускается к Днепру по извилистым ручьям. У самого верхнего водоёма был установлен памятник русалке.
Парк был официально открыт к 50-летнему юбилею Октябрьской революции под названием городской парк имени 50-летия Советской власти (в средствах массовой информации и разговорной речи использовались также сокращённые названия: "парк имени 50-летия Октября" и "Юбилейный парк").
В 1968 году по проекту одесского института «Одессапроект» в парке был построен 65-метровый арочный мост (получивший неофициальное название "мостик любви").
В 1972 году на Всесоюзном смотре достижений советской архитектуры парк был награждён почётным дипломом.
В 1979 году группе создателей парка была присуждена Государственная премия УССР имени Т. Г. Шевченко.
На территории парка находилась гостиница «Турист».

### После 1991
После провозглашения независимости Украины парк получил статус памятника садово-паркового искусства Украины общегосударственного значения.
В 1990е годы парк пришёл в запустение, гостиница «Турист» была закрыта.
В 1996 году решением горисполкома парк был передан в аренду предприятию "Черкасизеленгосп" в связи с аварийным состоянием деревьев. Через год "Черкасизеленгосп" стало частным предприятием и крупнейший парк города фактически оказался в частной собственности. Только в 2007 году парк был возвращён в коммунальную собственность города и был передан на баланс коммунального предприятия "Дирекция парков".
В 2008-2009 годы началось восстановление парка.
Начавшийся в 2008 году экономический кризис активизировал поиск дополнительных источников доходов для Черкасской области, для повышения туристической привлекательности региона в области был проведён конкурс "Семь чудес Черкасщины", по результатам которого в 2010 году парк был внесён в перечень "Семи чудес Черкасщины".
В марте 2014 года с целью обновления древесных насаждений в парке была проведена компенсационная высадка 327 саженцев, в ходе которой были посажены 115 саженцев дубов, 102 ёлки и 120 сосен. В апреле 2014 года на территории парка была высажена сакура.
В сентябре 2014 года парковая территория была закрыта для въезда автомобильного транспорта, для чего у входов в парк были установлены 86 бетонных блоков диаметров 30 см.
В апреле 2015 года Верховная Рада Украины приняла закон о декоммунизации, предусматривавший переименование объектов, имеющих советские названия. В декабре 2015 года на рассмотрение созданной в Черкассах топонимической комиссии был вынесен вопрос о переименовании парка и в 2016 году парк получил новое название: городской парк "Сосновый бор".

## Описание
Парк расположен на берегу Кременчугского водохранилища на территории в 39,2 га, центральный вход находится на перекрёстке бульвара Шевченко и ул. Можайского.
На территории парка проходят торжественные и праздничные мероприятия. В зимнее время на территории парка заливают ледяной каток.